# Villa Elfkullen
Villa Elfkullen är en byggnadsminnesrmärkt villa i Uddevalla. 
Villa Elfkullen uppfördes 1886–1887 som sommarbostad av tidningsmannen Ture Malmgren. Något år efter bosatte sig makarna Malmgren där permanent och man byggde till huset 1901–1902. Huset med trädgård är tidstypiskt för sekelskiftet med sin engelska trädgård och speciella byggnadsdetaljer. Samtidigt är det också unikt med olika byggnadsstilar som till exempel en engelsk veranda, ett franskt torn och ett kinesiskt torn.
Efter fru Malmgrens död 1942 köptes huset av militären Dage Dahlström. Dahlström, som var mycket intresserad av historia, fick förtroendet att köpa och förvalta denna kulturskatt. Han bebodde huset med sin familj fram till 1978. Huset var strax före Dahlströms död rivningshotat, då det fanns intresse för att utöka Tureborgs detaljplan till förmån för tätbebyggelse. Efter hans död såldes huset till Uddevalla kommun med förbehåll att rädda huset från rivning. Genom eldsjälar i den då nystartade föreningen Föreningen Villa Elfkullen kunde man rädda huset till eftervärlden.
År 2001 blev villan förklarad som byggnadsminne.